# Atractus acheronius
Atractus acheronius — вид змій родини полозових (Colubridae). Ендемік Венесуели.

## Поширення і екологія
Atractus acheronius мешкають в горах Сьєрра-де-Періха на заході Венесуели, в штаті Сулія. Вони живуть в гірських хмарних лісах, на висоті від 2200 до 2400 м над рівнем моря.